# Ys I & II
Ys I & II (イースI・II, Īsu I II ?) est une compilation de jeux vidéo d'action et de rôle publiée par Hudson Soft et NEC pour le PC Engine CD-ROM² en 1989 et le TurboGrafx-CD en 1990. Il s'agit de remakes améliorés des deux premiers jeux Ys développés et publiés par Nihon Falcom pour l'ordinateur personnel PC-8801 au Japon. Il est sorti sous le nom d'Ys Book I & II pour le TurboGrafx-CD en Amérique du Nord en 1990, et était un titre de pack-in pour le TurboDuo en 1992. Ys I & II est sorti sur la console virtuelle au Japon en octobre 2007, et dans le monde entier l'année suivante.

## Aperçu
Ys I & II se compose de remakes améliorés des deux premiers jeux sortis de la série Ys, Ys I: Ancient Ys Vanished et Ys II: Ancient Ys Vanished – The Final Chapter. C'était l'un des premiers jeux vidéo à utiliser le CD-ROM, qui a été utilisé pour fournir des graphismes améliorés, des scènes coupées animées, une bande sonore audio du CD Red Book, et un doublage,. La localisation anglaise du jeu a également été l'une des premières à utiliser le doublage vocal . Le jeu utilise 732 mégaoctets de stockage sur CD-ROM, dont 41 morceaux de musique, 24 minutes de doublage de personnages et 20 minutes de séquences cinématiques animées. 
Dans les deux jeux, le joueur contrôle un épéiste aux cheveux roux nommé Adol Christin. Dans le premier jeu, il doit rechercher les six Livres d'Ys. Ces livres contiennent l'histoire de l'ancienne terre disparue d'Ys et lui donneront les connaissances dont il a besoin pour vaincre les forces du mal qui balayent actuellement la terre d'Esteria.
Dans Ys II, Adol est transporté dans la civilisation flottante d'Ys et commence une quête pour percer les secrets de la terre, et enfin la débarrasser, ainsi qu'Esteria, du mal. Toutes les traductions anglaises de Ys II faisaient partie d'une compilation; aucune version autonome n'a été localisée (sauf pour les ports iOS et Android).